# 手向山
手向山（たむけやま）は、福岡県北九州市小倉北区赤坂4丁目にある高さ76メートルの山である。小倉北区と門司区の境界に位置する。宮本武蔵を顕彰する小倉碑文があることで有名。宮本武蔵と佐々木小次郎の決闘（巌流島の決闘）が行なわれたとされる1612年（慶長17年）4月13日にちなみ、毎年4月13日前後の日曜日に手向山山頂の公園で、『武蔵・小次郎まつり』が開催される。2019年4月14日には、『第69回 武蔵・小次郎まつり』が開催された。

## 概略
足立山系最北部に位置し、正面には関門海峡、彦島、巌流島などが見える。企救半島の付け根に位置し、小山ではあるが企救半島と小倉平野を分断している。古くから地政学上の要衝であり、小倉と門司の往来は、手向山北側の街道（門司往還）か、手向山南側の峠（鳥越峠）が利用された。
宮本武蔵の死から9年後の1654年（承応3年）、小倉藩で筆頭家老をつとめていた武蔵の養子、宮本伊織が山頂から巌流島（船島）が見渡せる手向山山頂に養父の顕彰碑を建立した。この頃、伊織は小倉藩主小笠原忠真より手向山を拝領しており、宮本家代々の墓は武蔵顕彰碑のとなりに設置されていた。しかし明治になって、手向山が軍事要塞化されたさい、小倉碑文はとなりの延命寺山（赤坂山）に、宮本家代々の墓は手向山の麓に移設された。宮本伊織らの墓は今も手向山の麓にある。
1887年（明治20年）、関門海峡周辺の要塞化にともない、下関側の田の首砲台とともに手向山は最初に砲台の設置がはじまった。長崎事件は前年であり、日清戦争は7年後のことだった。これより手向山は一般人の入山が禁止された。山は小倉にあった帝国陸軍第12師団支配下の下関要塞司令部によって1945年（昭和20年）まで管理された。
1942年（昭和17年）、関門トンネルの開通にともない、鹿児島本線の路線拡大が行われた。鉄道にはじき出されるかたちで、旧国道2号（現国道3号）が山側にルート変更された。同年手向山に手向山トンネルが掘られた。国道上には西日本鉄道北九州線の併用軌道が設けられていたことから、同線も手向山トンネルを通ることとなり、このトンネルは1985年（昭和60年）10月19日まで西日本鉄道唯一の山岳トンネルであった。
太平洋戦争の末期には、市街地空襲で西鉄北九州線の車両基地が被災する事態に備えて電車の退避場所を確保することとなり、手向山トンネル西側の北九州本線から山腹へ分岐する引込線を設け、山腹に2本の退避線が設置された。

## 歴史年表

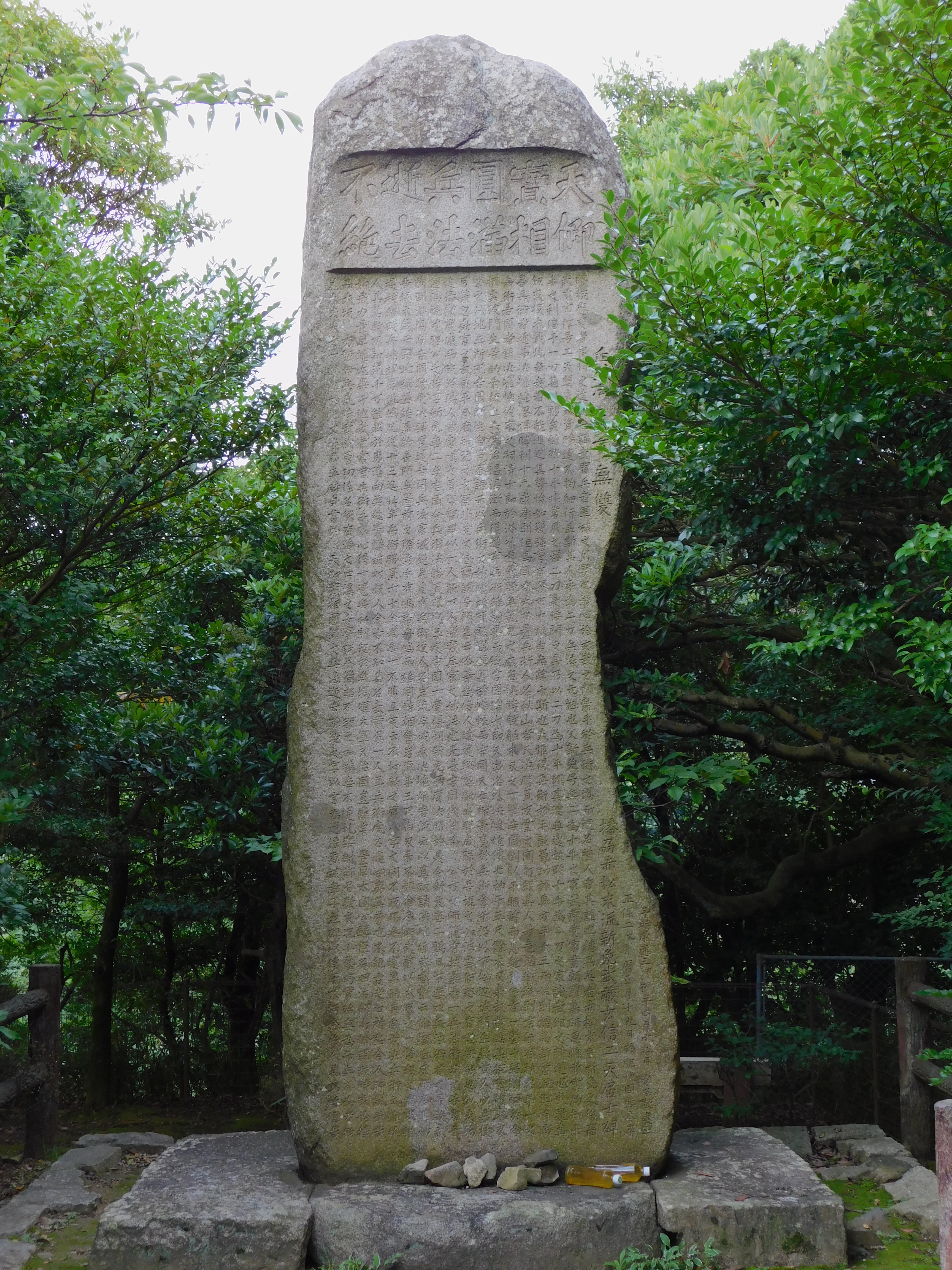
小倉碑文 (宮本武蔵の顕彰碑文)

- 1612年（慶長17年） - 『二天記』によると、4月13日（グレゴリオ暦では5月13日）に手向山から見渡せる巌流島（船島）で、宮本武蔵と佐々木小次郎の決闘が行なわれた。
- 1654年（承応3年） - 宮本武蔵の養子で小倉藩の筆頭家老をつとめていた宮本伊織が父武蔵の菩提を弔うため、 宮本武蔵を顕彰する小倉碑文を巌流島が見渡せる手向山山頂に建立。
- 1866年（慶応2年）7月27日 - 手向山周辺で、熊本藩を主力とする幕府軍と奇兵隊（長州藩）との間で激戦が行なわれた（赤坂の戦い）。小倉藩は4日後の8月1日、小倉城を自焼した。
- 1887年（明治20年） - 明治政府は、手向山砲台（田向山砲台）の建設をはじめた。このときから手向山の要塞化が行なわれ、一般人の入山は禁止された。この措置は1945年（昭和20年）まで継続されたため、小倉碑文は隣の延命寺山（赤坂山）に移設された（戦後、手向山に復元）。なお延命寺山（赤坂山）とは、現在北九州市立桜丘小学校がある丘陵周辺をさす。

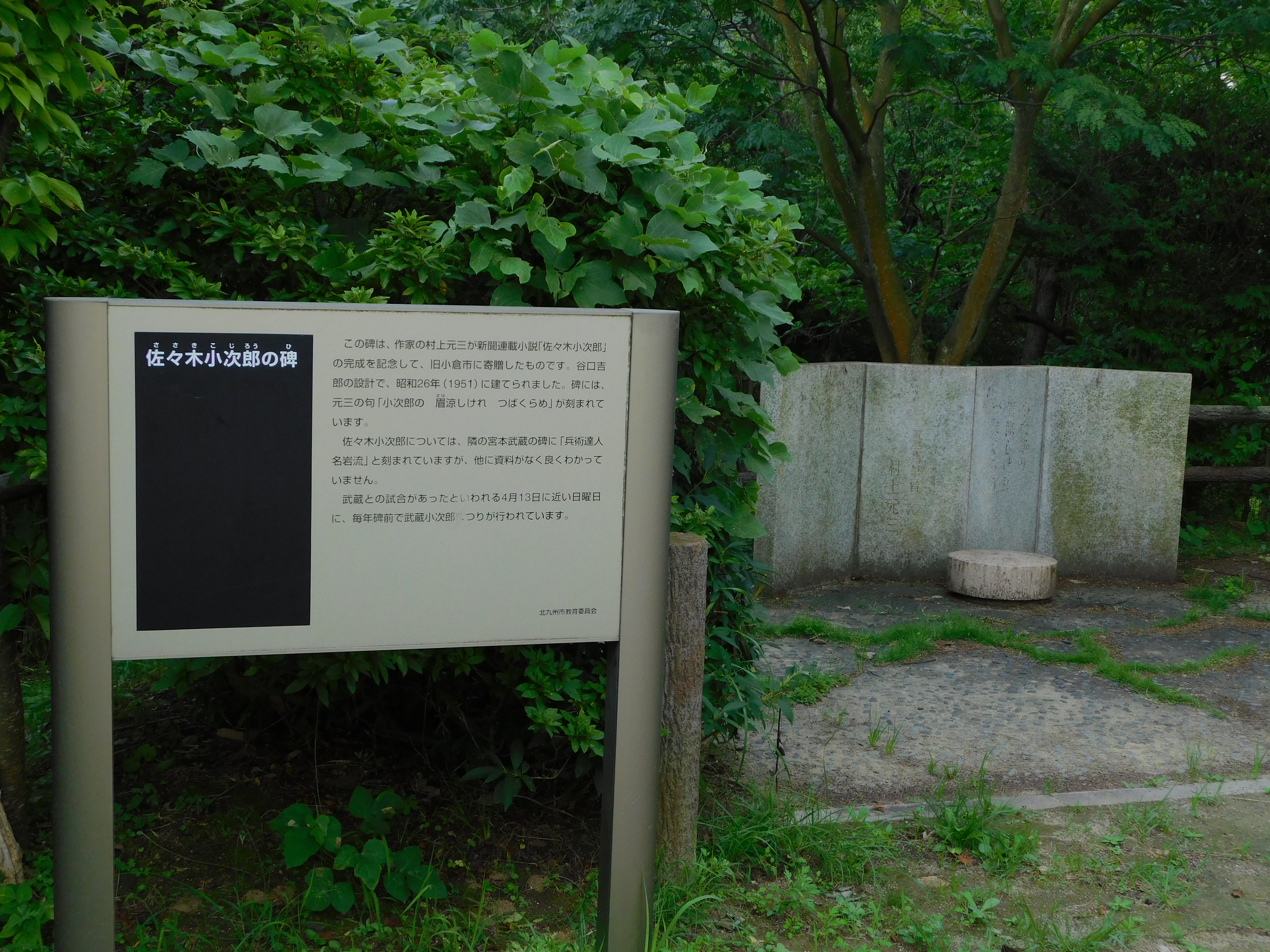
佐々木小次郎の碑

- 1951年（昭和26年） - 村上元三の小説「佐々木小次郎」の完成を記念して、 小倉碑文の近くに小次郎碑が建てられた。またこの年から、巌流島の決闘が行なわれたとされる4月13日前後の日曜日に、毎年1回『武蔵・小次郎まつり』が手向山山頂の公園ではじまり、2009年4月12日には『第59回武蔵・小次郎まつり』が開催された。
- 1966年（昭和41年）3月 - 手向山北端（大瀬戸第一号導灯（前灯））と山頂近く（大瀬戸第一号導灯（後灯））に灯台が設置された。

## ギャラリー

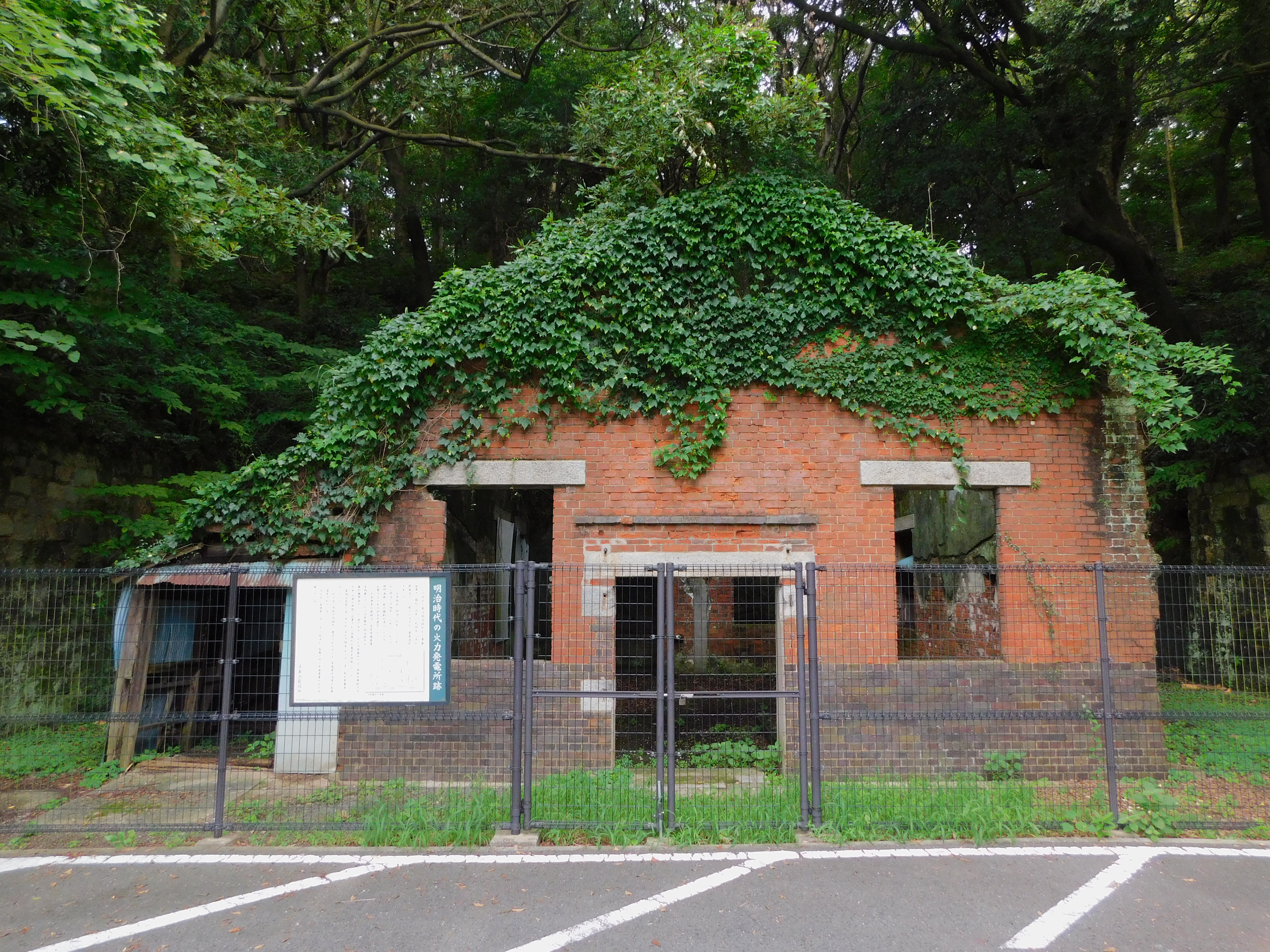
明治時代の火力発電所跡（探照灯の電気を供給）
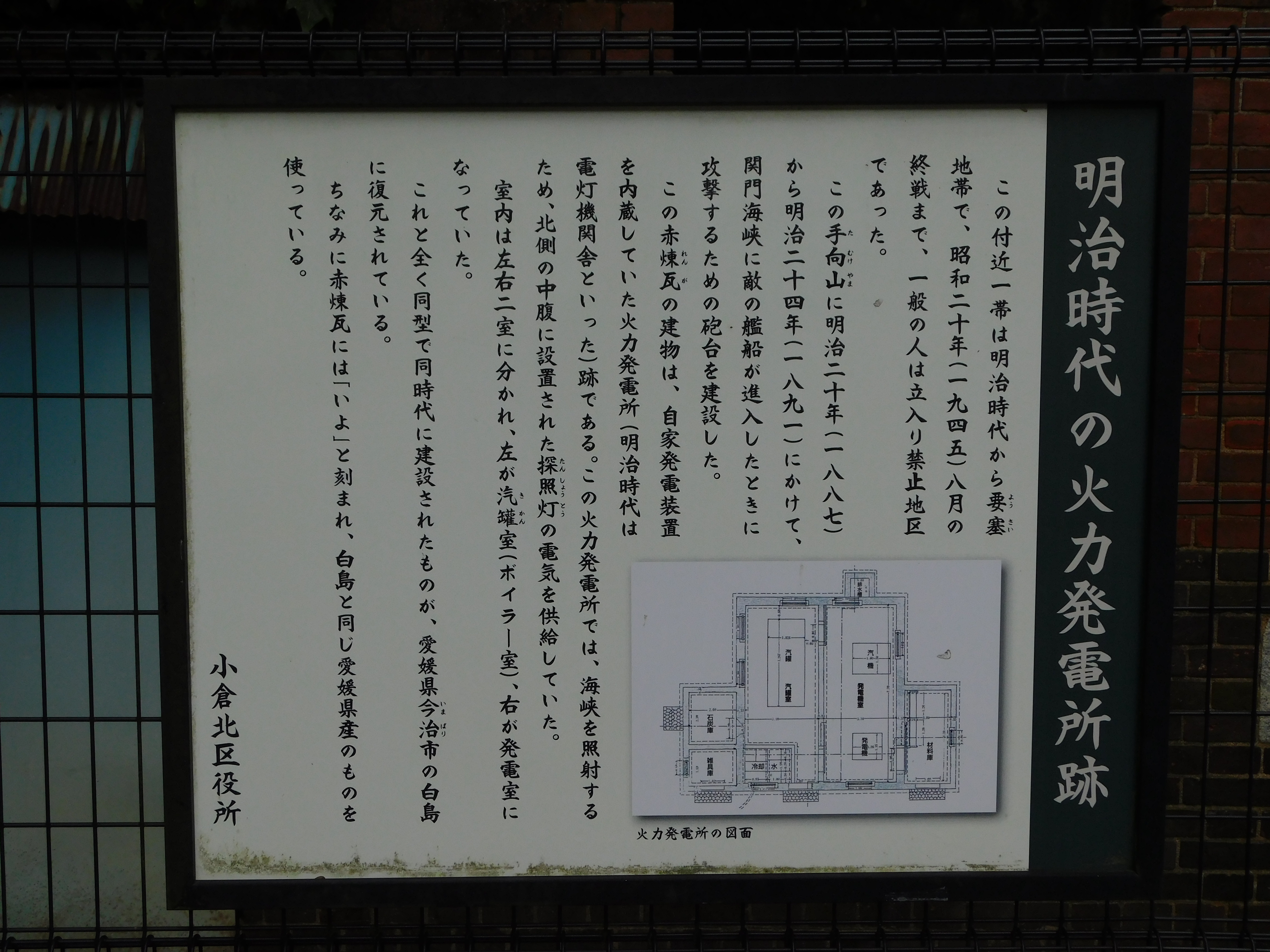
明治時代の火力発電所跡（説明）
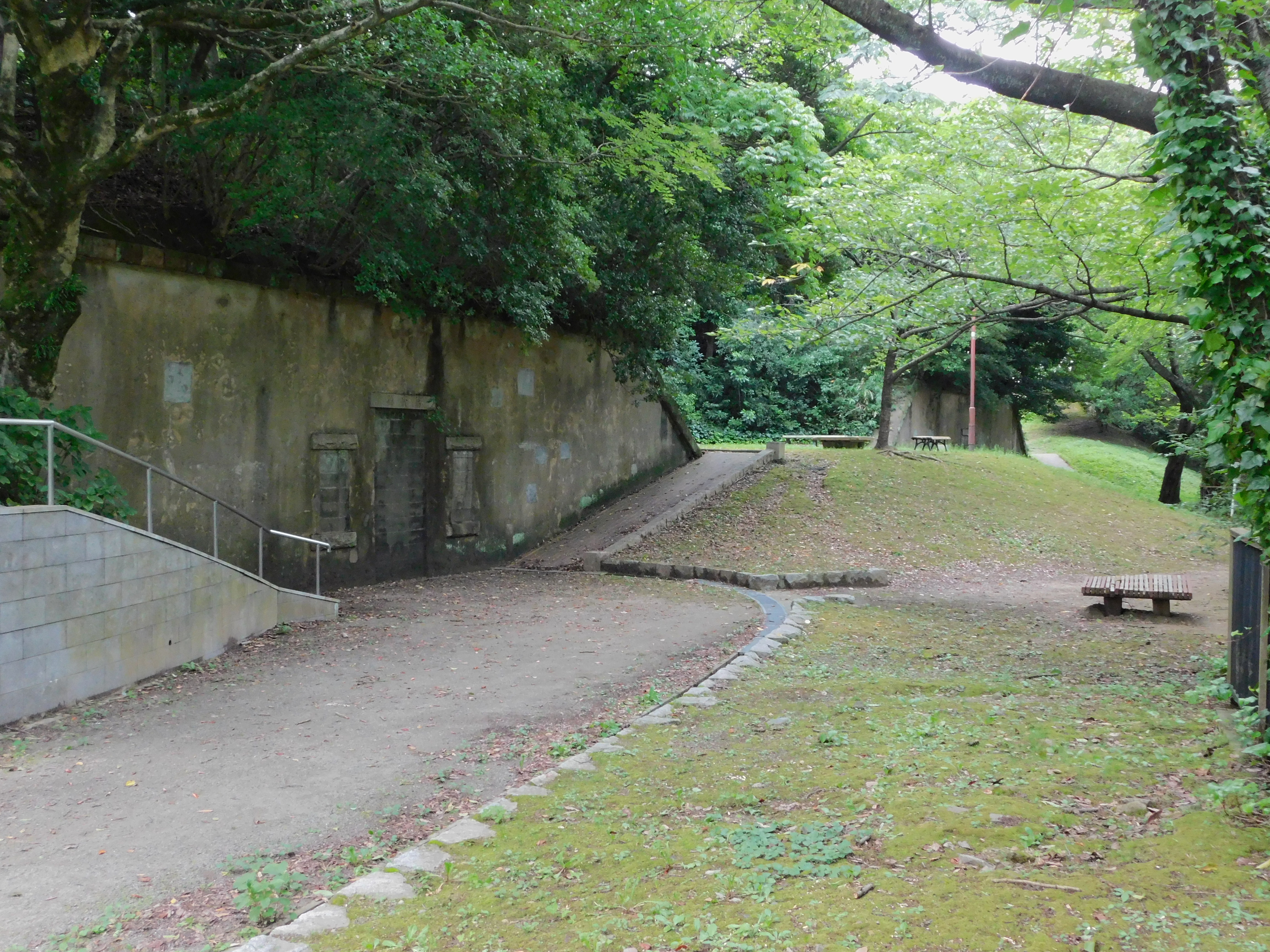
手向山砲台（田向山砲台）要塞施設跡
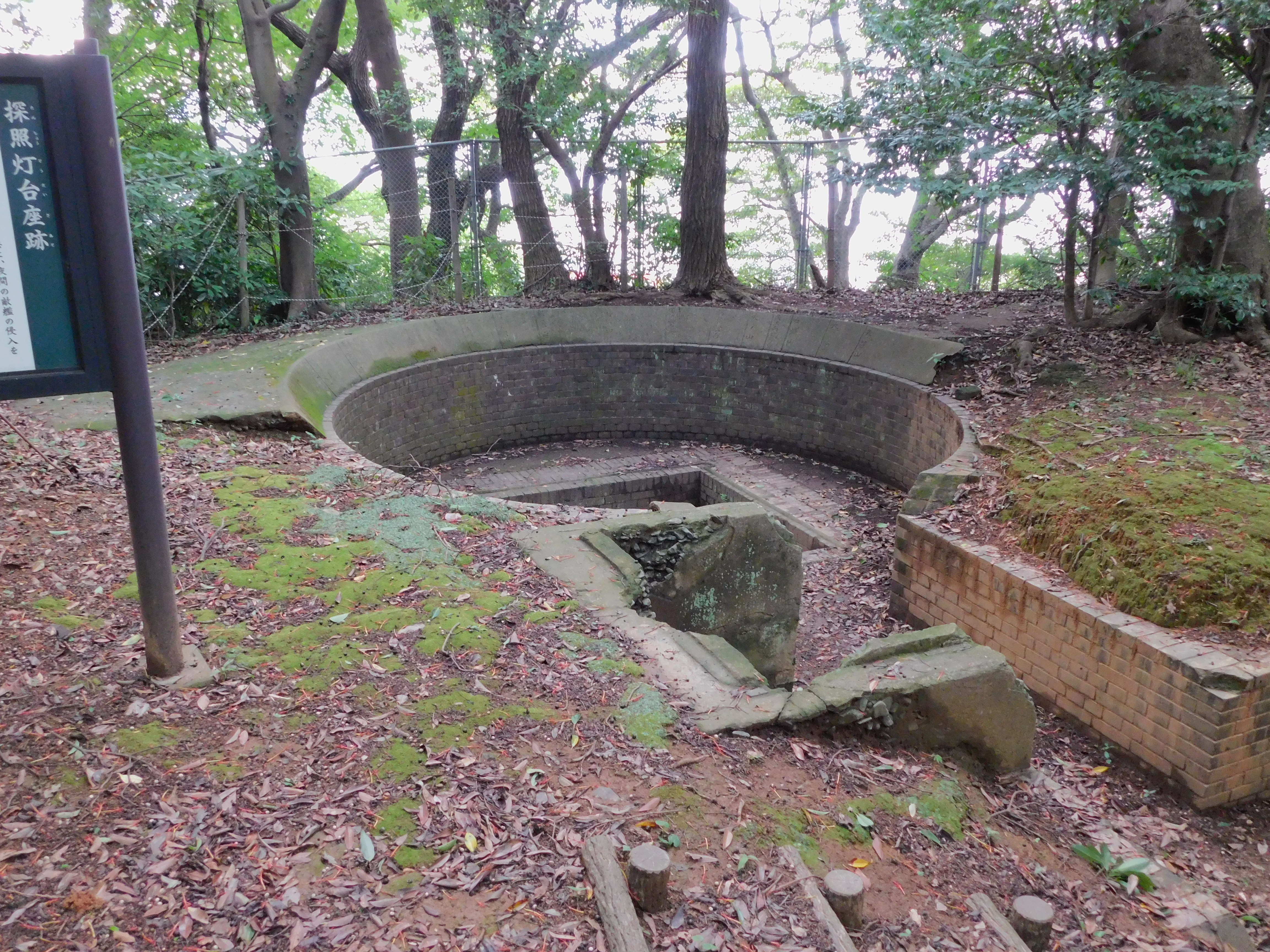
探照灯台座跡
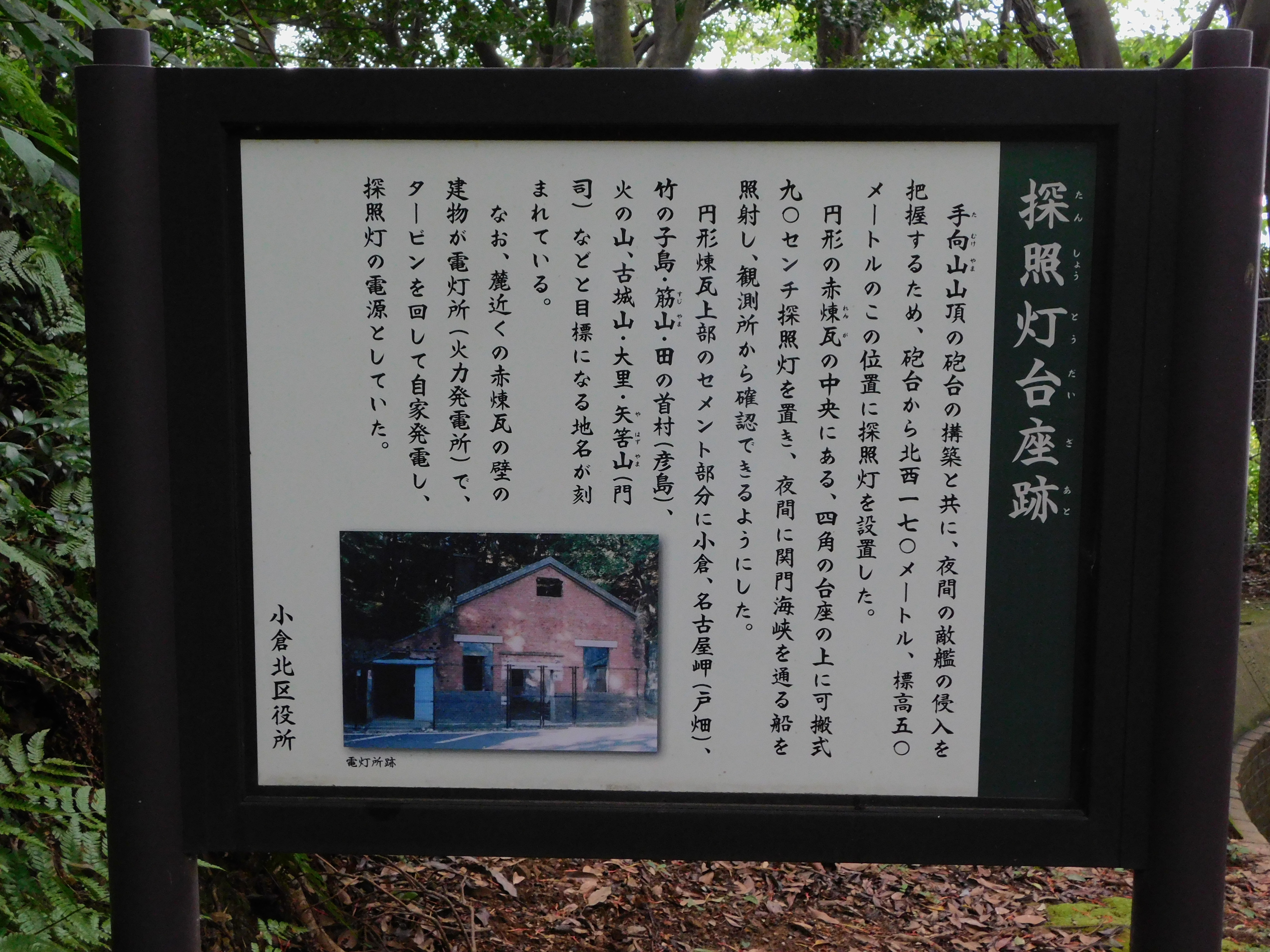
探照灯台座跡（説明）
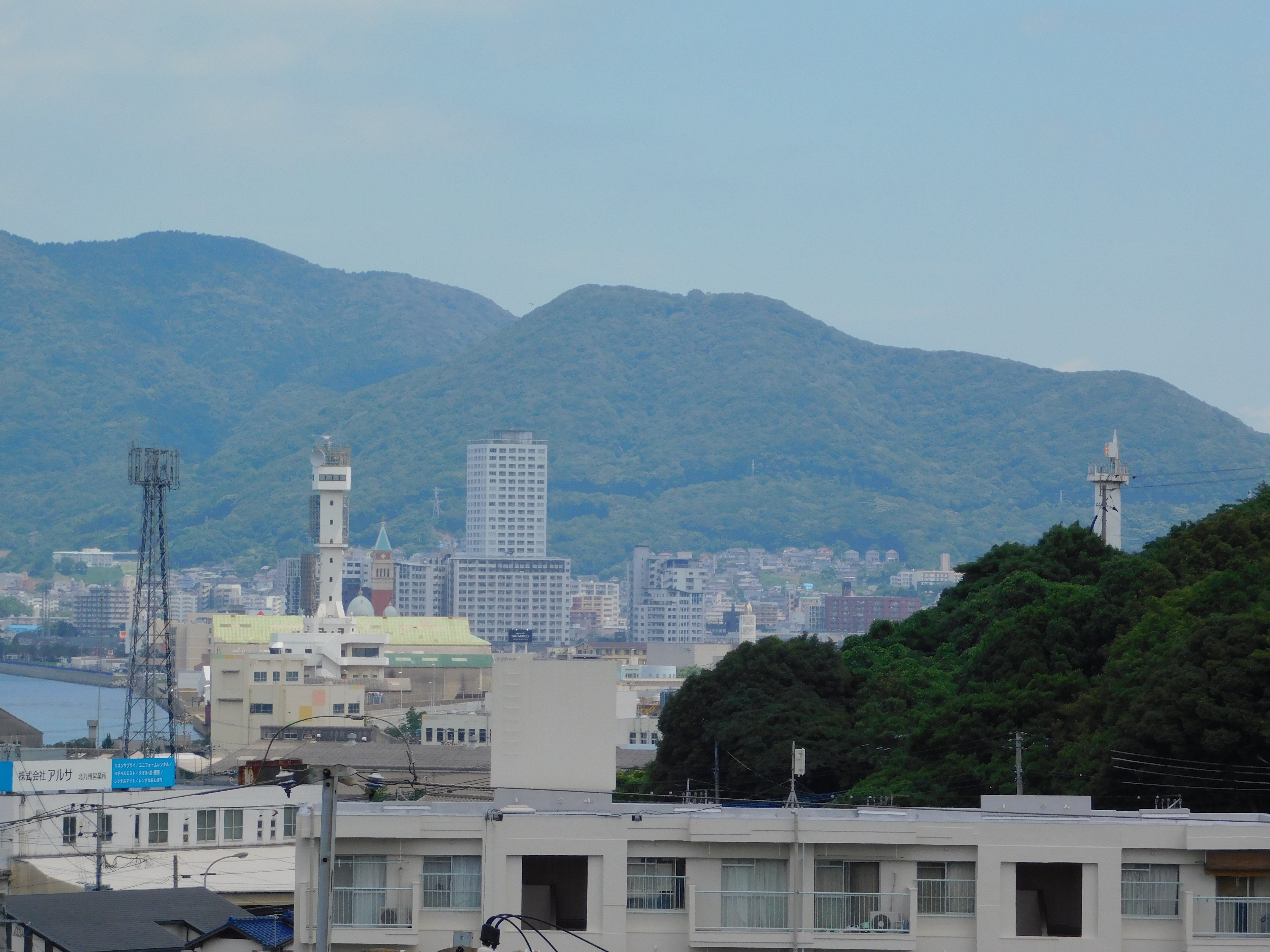
大瀬戸第一号導灯（前灯）左側が関門海峡。奥手は北九州市門司区
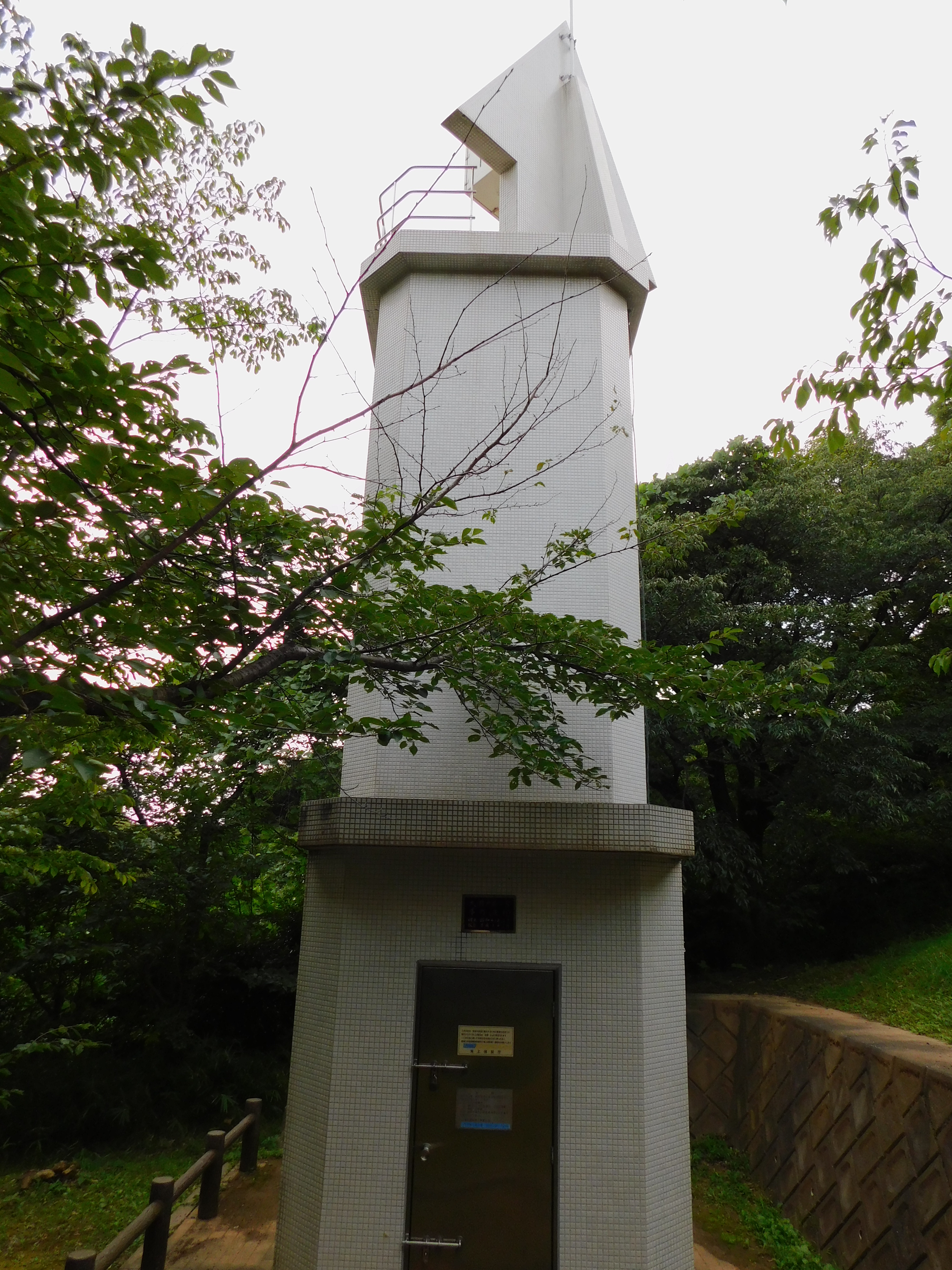
大瀬戸第一号導灯（後灯）手向山山頂近く
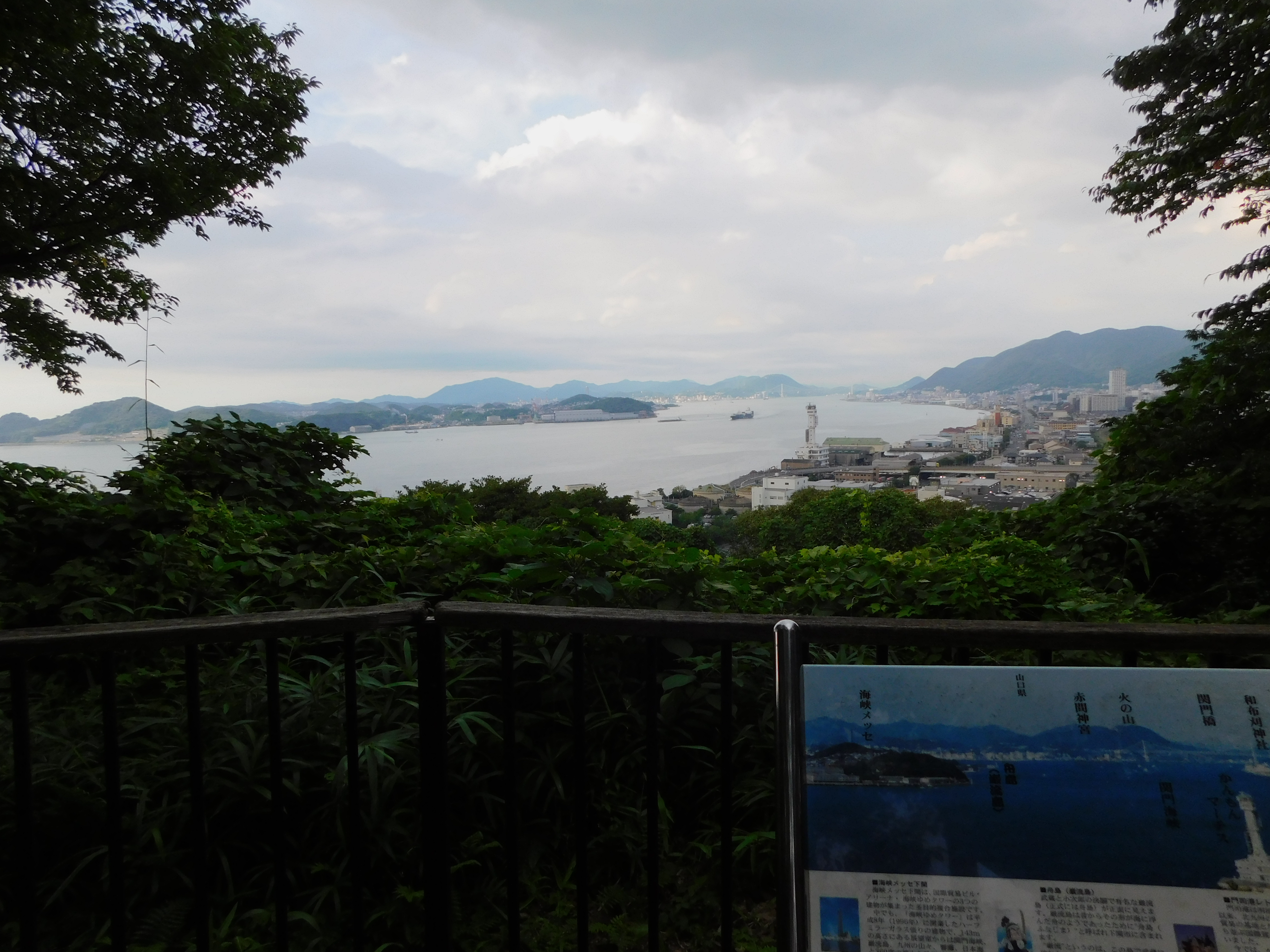
手向山山頂近くからの眺望（関門海峡・巌流島・関門橋ほか）
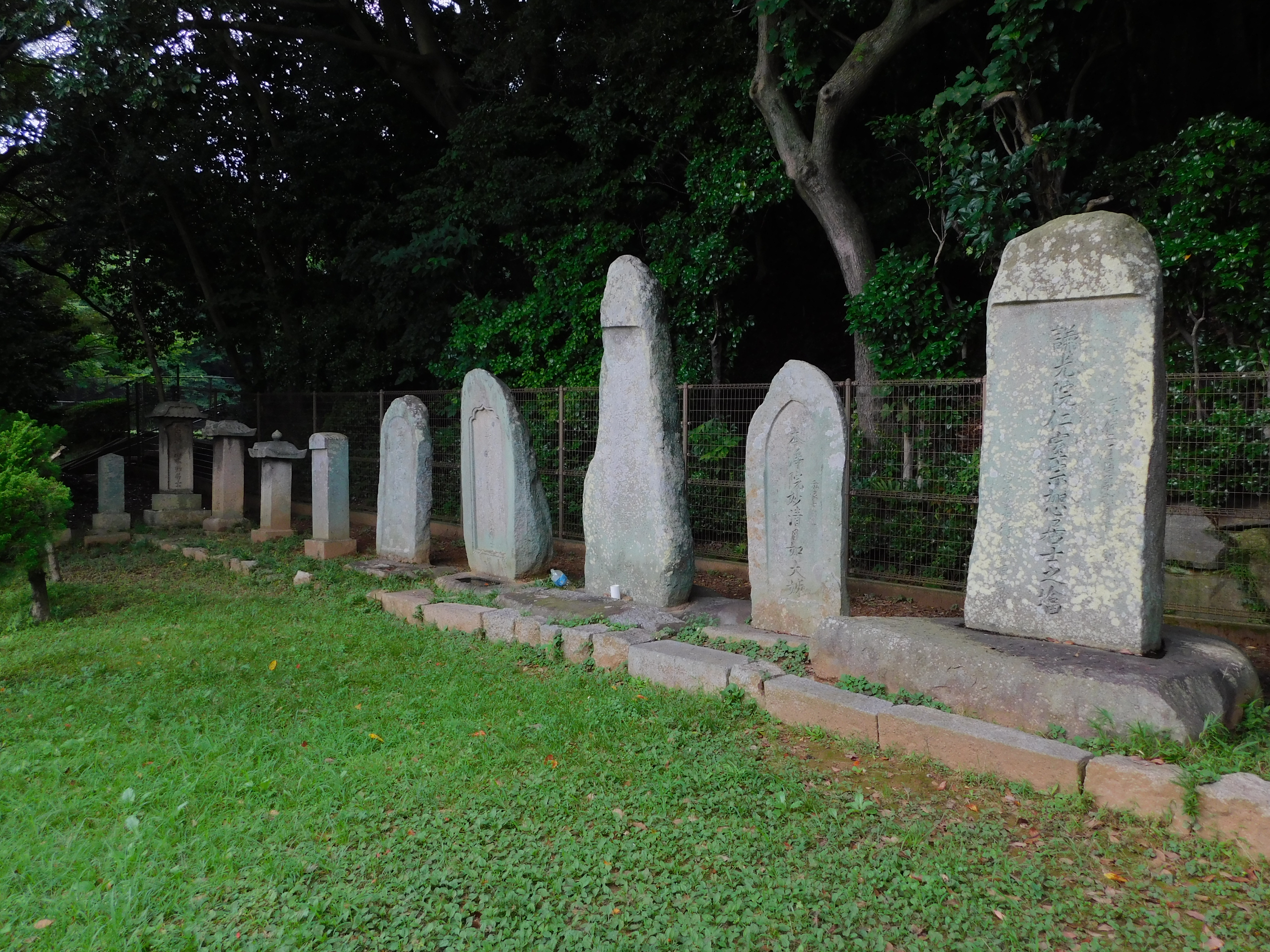
宮本伊織および宮本家代々の墓（手向山の麓）
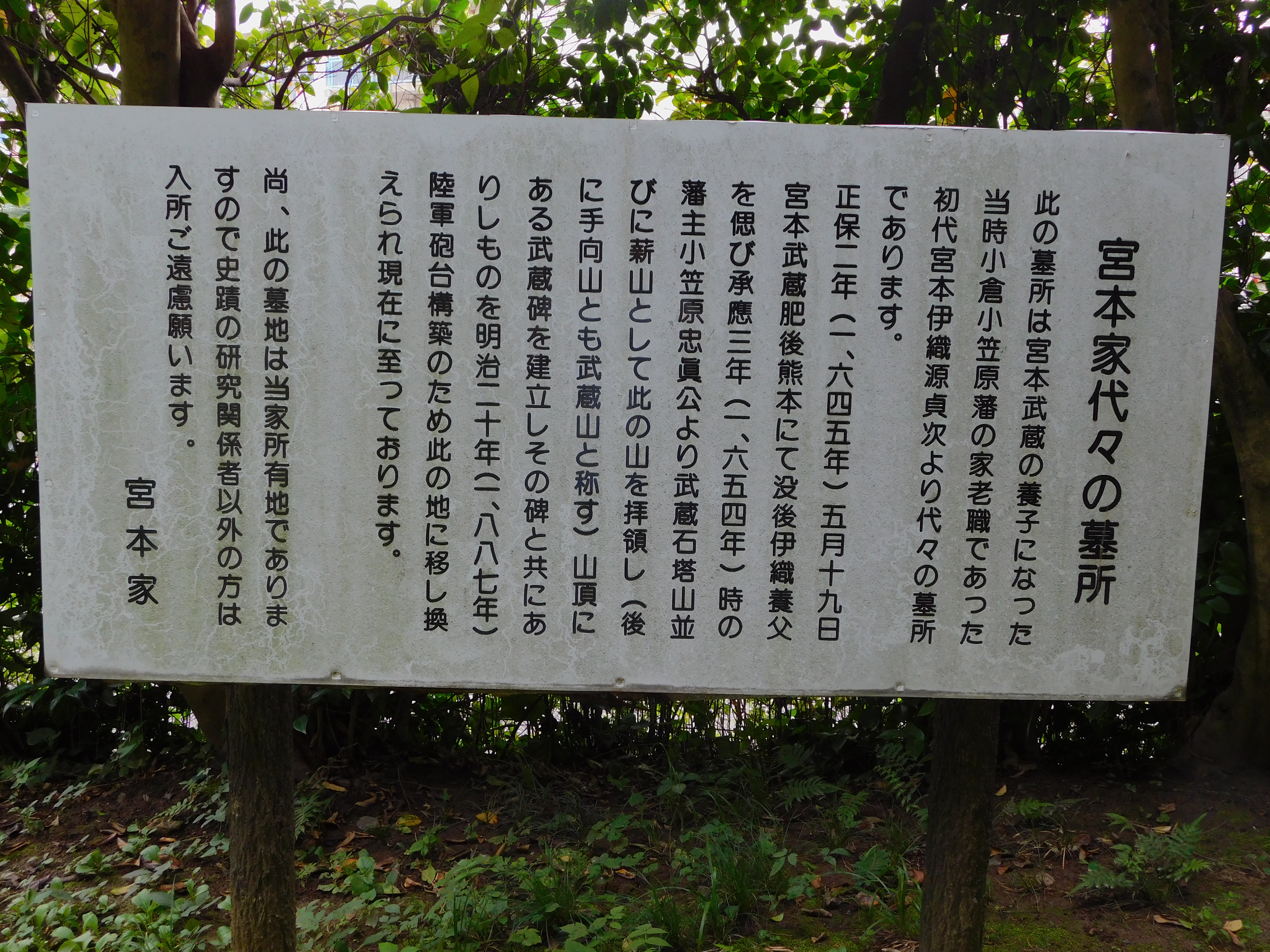
宮本伊織および宮本家代々の墓（説明）
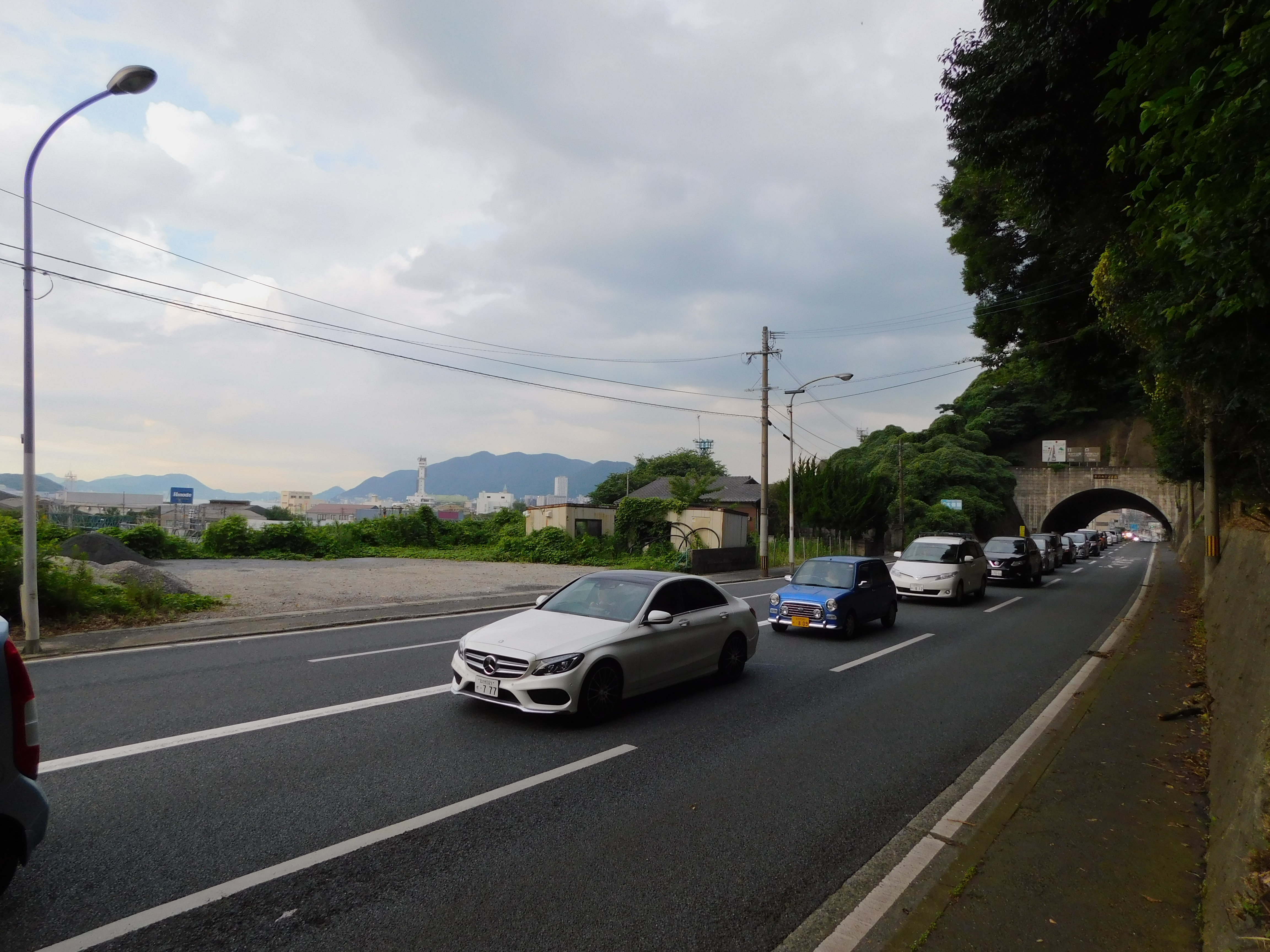
手向山トンネル（左側は関門海峡）
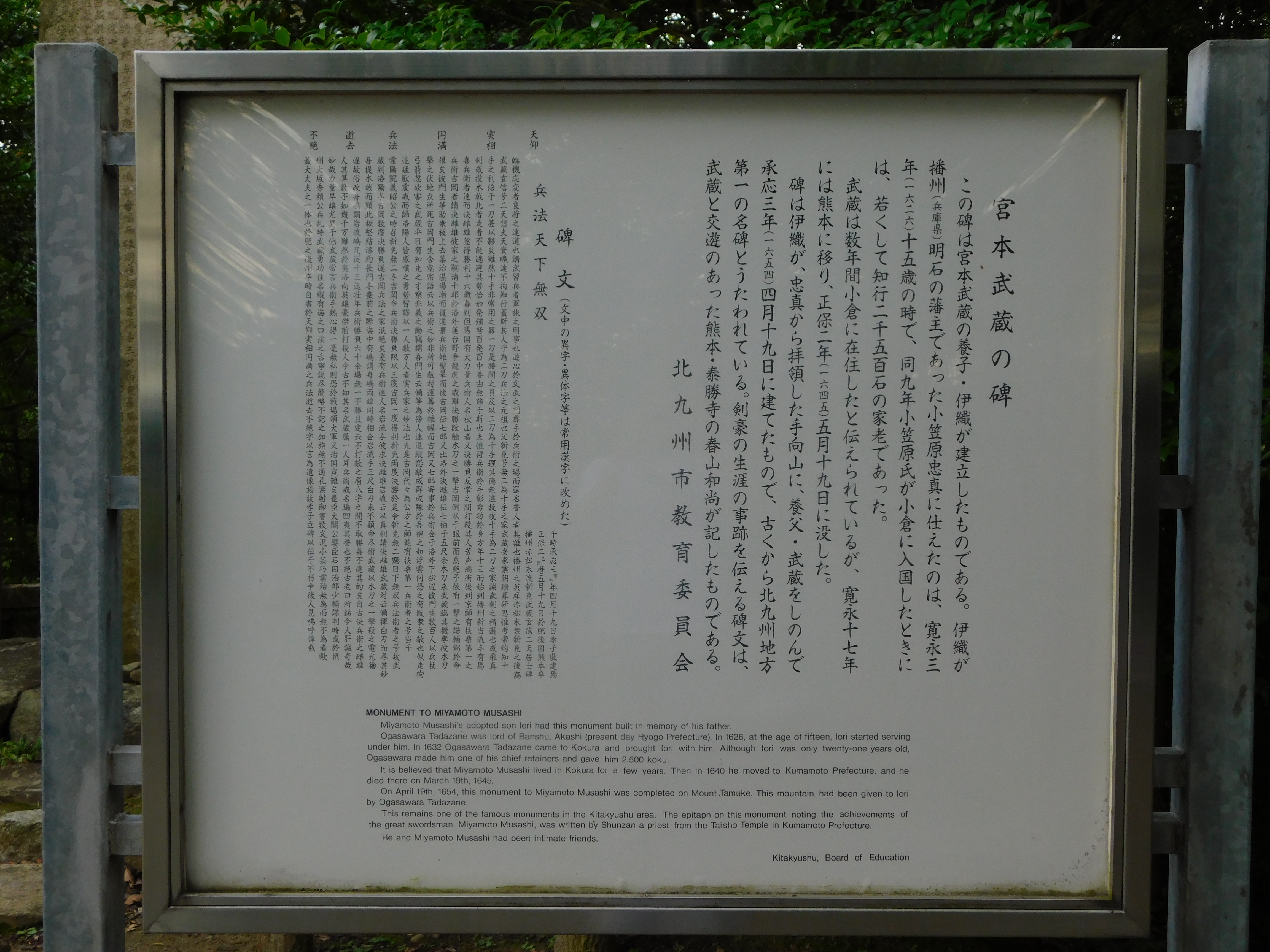
小倉碑文（説明）